# Kwiatków (Opole)
Kwiatków [pronunciación en polaco: /ˈkfjatkuf/] (en alemán: Blumenthal) es un pueblo ubicado en el distrito administrativo de Gmina Otmuchów, dentro del Condado de Nysa, Voivodato de Opole, en el sur de Polonia occidental, cercano a la frontera checa. Se encuentra aproximadamente a 8 kilómetros al sureste de Otmuchów, a 8 kilómetros al suroeste de Nysa, y a 55 kilómetros al suroeste de la capital regional Opole.
El pueblo tiene 99 habitantes y es el lugar de nacimiento de Alexander von Falkenhausen, un oficial militar alemán en China y posteriormente gobernador militar de Bélgica durante la ocupación nazi en la Segunda Guerra Mundial.

## Personas de Kwiatków
- Alexander von Falkenhausen (1878-1966), general alemán